# Champignon dans l'art et la littérature

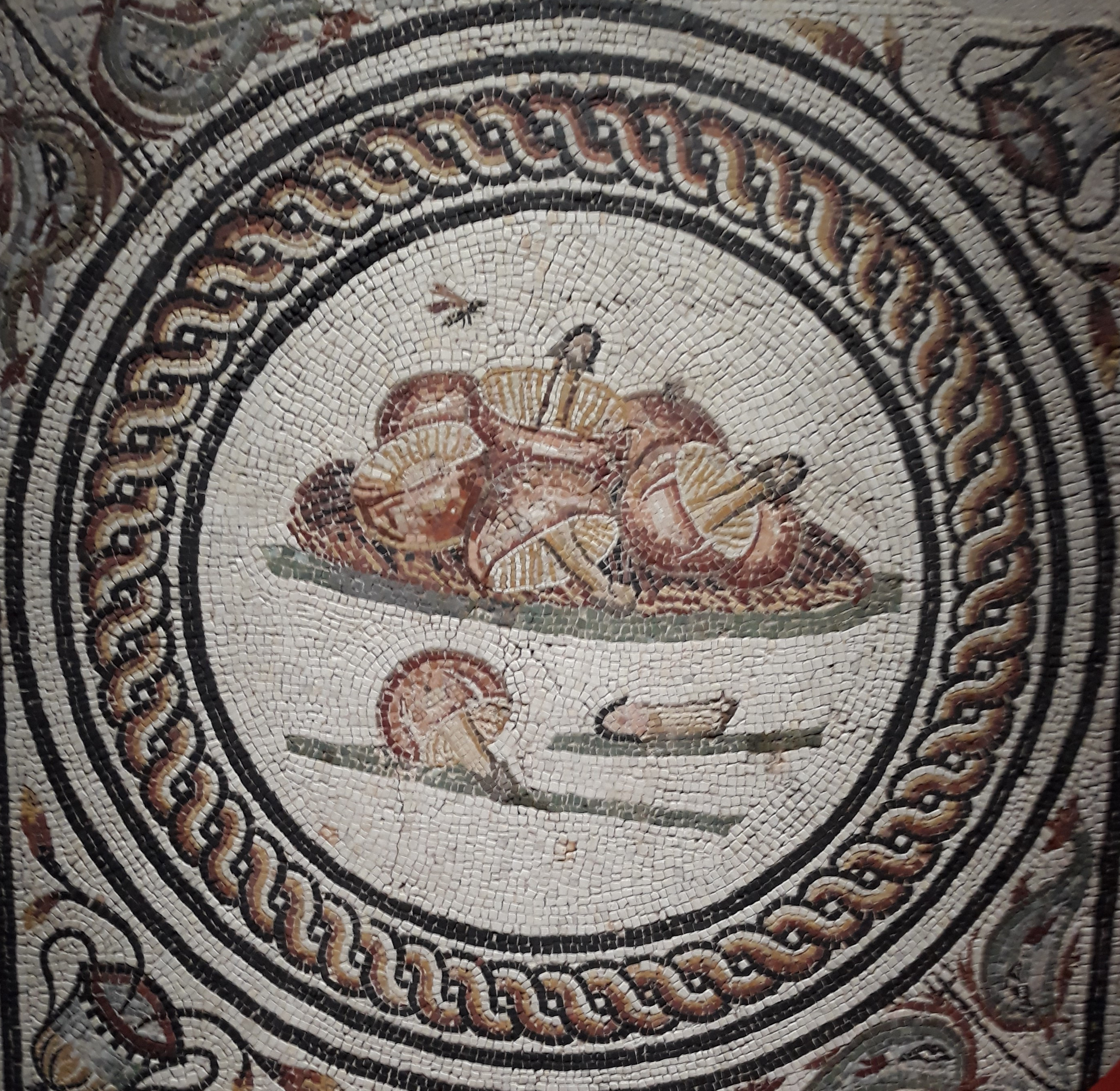
Détail de la mosaïque des Xenia représentant des champignons à Saint-Romain-en-Gal, période gallo-romaine.

Par leur écologie étrange et leur apparence parfois troublante, les champignons font l'objet de représentations très variées dans les œuvres artistiques et littéraires de nombreuses sociétés humaines. Ces dernières font souvent appel au surnaturel pour expliquer l'apparition soudaine de ces organismes qui ne ressemblent pas vraiment à des plantes, et qui sont dotés d'une double nature bénéfique (délice gastronomique, remède) et maléfique (poison violent).

## Aspects sociologiques et ethnologiques
L'ethnomycologie s'intéresse à la place des champignons dans les différentes sociétés humaines. Elle a été développée à la fin des années 1950 par l'Américain Robert G. Wasson et son épouse Valentina Pavlovna, puis relayée par un ensemble restreint de chercheurs comme Richard E. Schultes, Gastón Guzmán, et en France Claude Lévi-Strauss et Roger Heim. Elle a notamment mis en évidence l'existence d'une opposition entre sociétés mycophiles, qui connaissent, utilisent et manifestent une attitude bienveillante pour les champignons  et sociétés mycophobes, qui les rejettent, les ignorent, voire les craignent. Cette dichotomie est souvent retrouvée dans les productions artistiques et littéraires des différentes cultures et fait l'objet d'études spécialisées,.

## Champignons dans les arts visuels

### En Europe

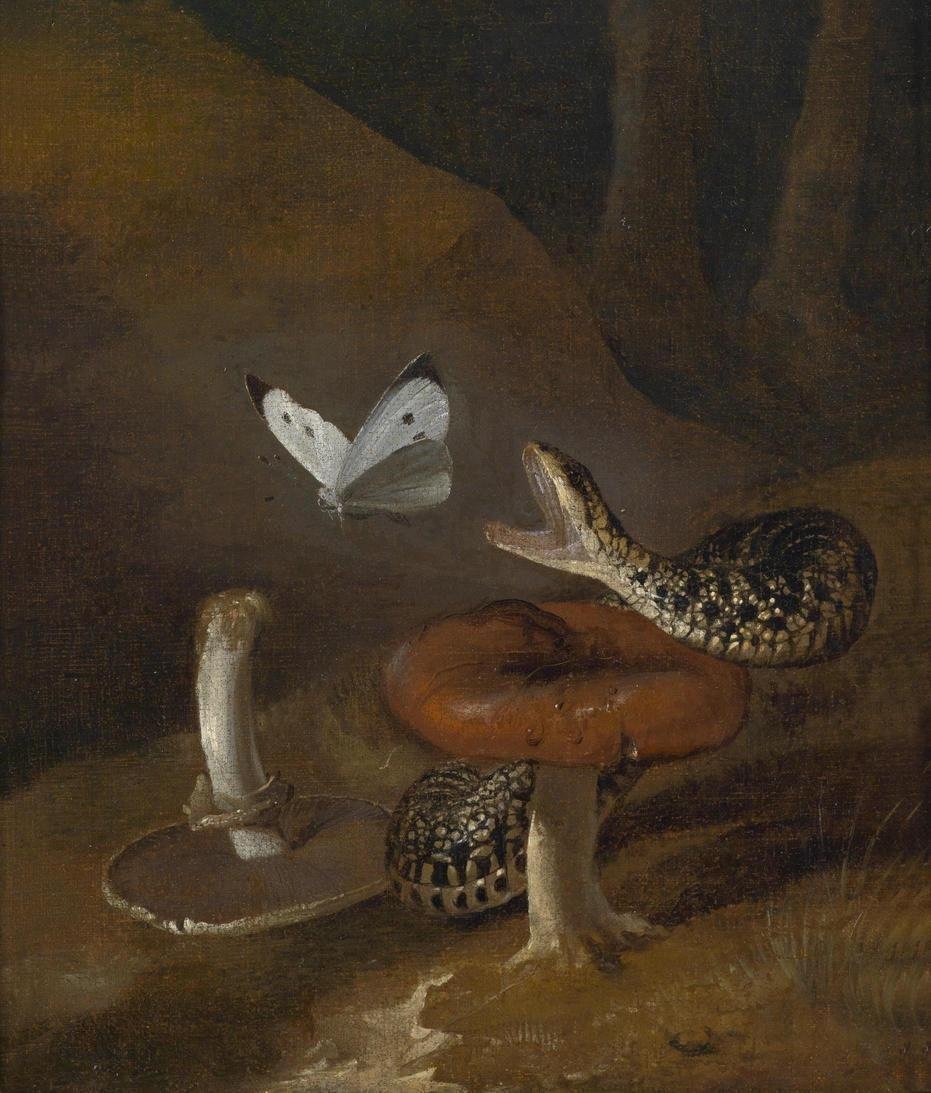
« Nature morte » d'Otto Marseus van Schrieck (mort en 1678). Les champignons sont souvent représentés dans l'œuvre du peintre hollandais aux côtés d'animaux maléfiques (serpents, lézards, grenouilles) et de papillons (symboles de l'âme).

Les représentations de champignons sont rares dans l'art européen avant le XVIe siècle. Ils sont néanmoins présents de manière symbolique dans l'art chrétien, par exemple entre les pattes du cheval noir amenant la famine sur un panneau de la Tenture de l'Apocalypse, commandée par le duc Louis Ier d'Anjou à la fin du XIVe siècle.
Elles deviennent plus courantes à la Renaissance, notamment comme symbole de vanité. Ainsi, Les Trois Âges et la Mort peint par Hans Baldung en 1510 montre des polypores sur un arbre en arrière-plan. La représentation de ces parasites rappelle que les destructeurs périront à leur tour et redeviendront poussière. Le symbolisme démoniaque des champignons de deux œuvres majeures de Jérôme Bosch a également donné lieu à de nombreuses analyses : les triptyques Le Chariot de foin et Le Jardin des délices, réalisés au tout début du XVIe siècle, représentent en effet un Bolet Satan (sur le premier) et un autre bolet (peut-être le Bolet à pied rouge) et une Amanite tue-mouches (sur le second). La participation de ces champignons au Sabbat qui est dépeint dans les deux scènes traduirait leur réputation médiévale maléfique. Cette association pourrait être liée, au moins partiellement, aux usages psychotropes qui prévalaient peut-être avant l'avènement de la chrétienté et dont on trouve des exemples récents en Sibérie ou en Nouvelle-Guinée.

### En Asie

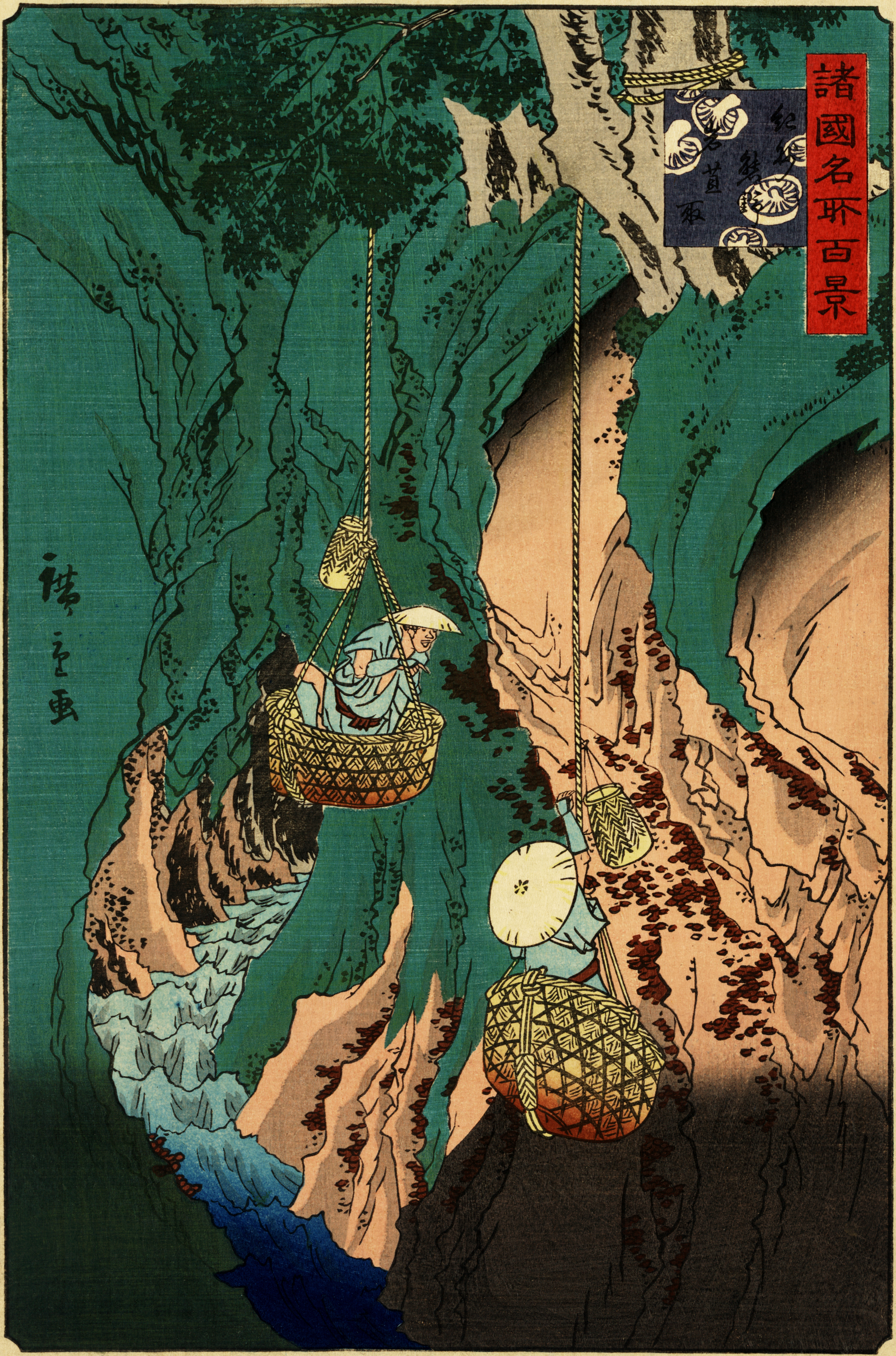
Cueillette des champignons Iwatake à Kumano dans le Kishu, par le peintre japonais Hiroshige II, 1860.

### En Amérique pré-colombienne

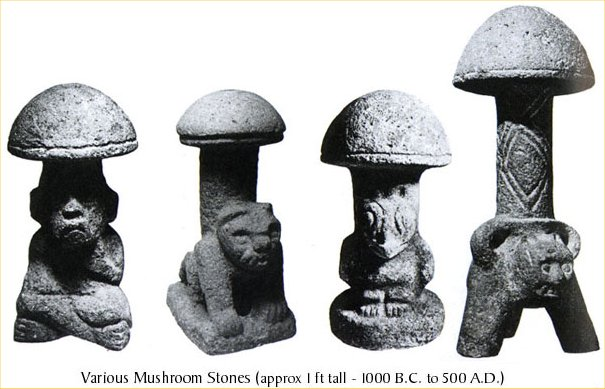
Statuettes mayas en forme de champignons.

## Champignons dans la littérature

### Dans la tradition orale, le folklore et les contes

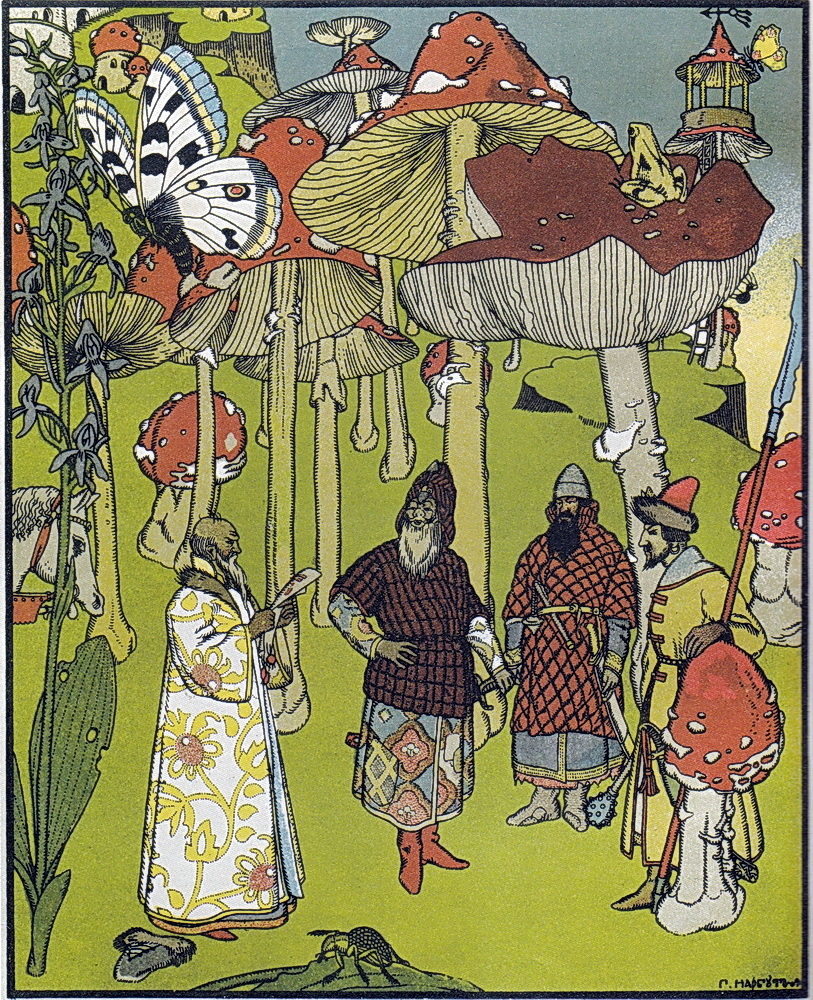
Illustration du conte russe La Guerre des Champignons, par Gueorgui Narbout, 1909.

La connexion entre les champignons et les traditions orales populaires est ancienne et étendue, et ses fondements remontent souvent à la préhistoire. La place des champignons dans le folklore préchrétien des Slaves d'Europe orientale ou des Celtes d'Europe occidentale est particulièrement bien documenté. Les récits traditionnels qui y sont associés ont longtemps fait l'objet d'une transmission uniquement orale, et bien qu'il y ait existé des  formes écrites précoces (Fables d'Ésope, Roman de Renart), la plupart des contes populaires européens n'ont été documentés que tardivement.

#### Cercles de fées et ronds de sorcières

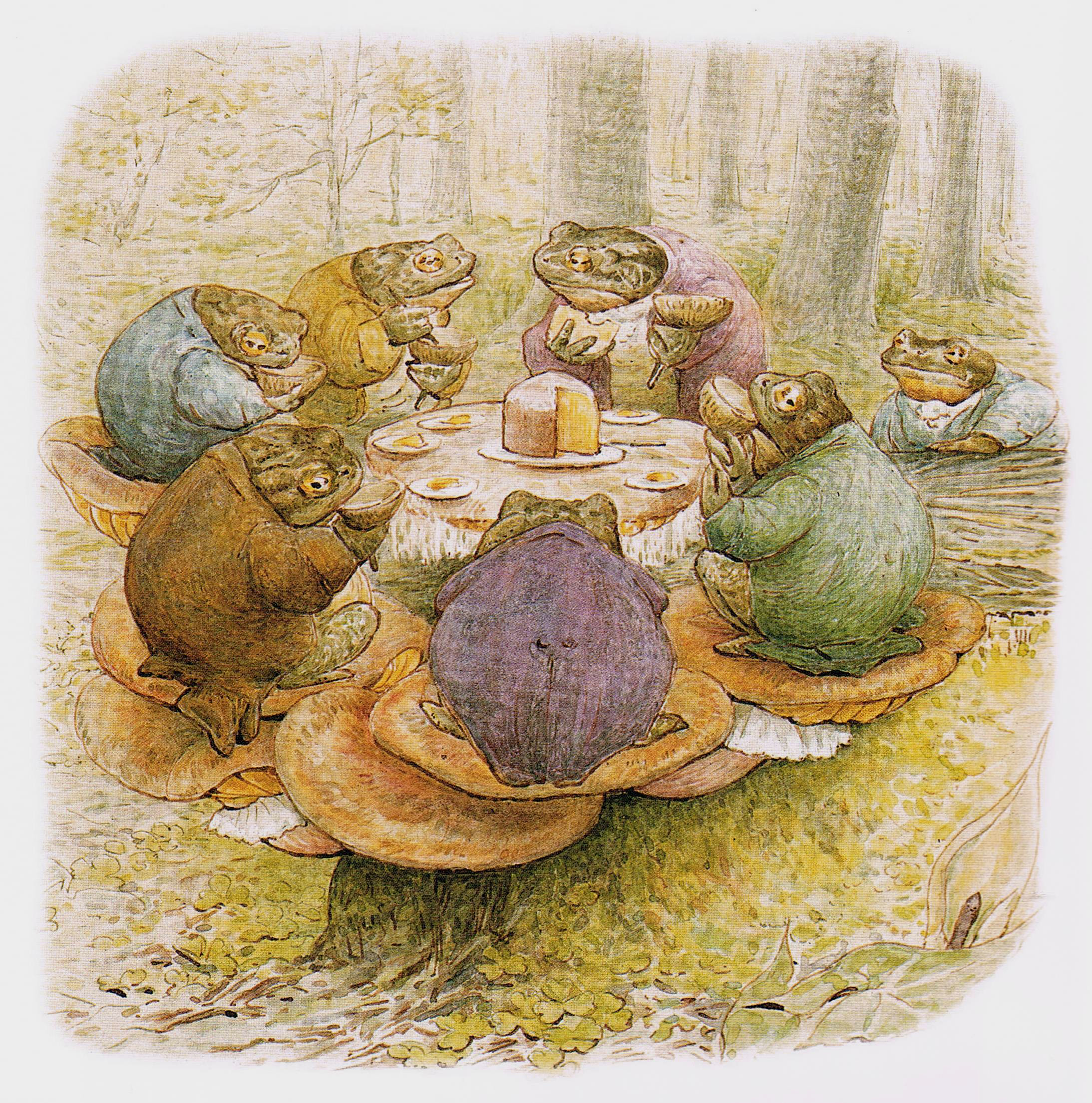
Le Tea-party des crapauds, illustré par Beatrix Potter, se déroule autour d'un champignon en guise de table, dont les sièges sont des polypores. Champignon se dit « siège de crapaud » dans plusieurs langues germaniques.

Le champignon est un accessoire indispensable des contes de fées. Souvent il ne sert que de décor, pour établir le contexte. L'utilisation du chapeau comme table pour les fées est un motif récurrent, que l'on retrouve par exemple dans la description du banquet d'Obéron dans les Hesperides du poète Robert Herrick (1648)
 : 
« A little mushroome table spread,
After short prayers, they set on bread, [...] »
« Sur un champignon la table étant mise,
la prière dite, on place le pain, [...] »
Des vers très similaires apparaissent dans un chant féérique publié en 1657 dans le recueil The English Parnassus et dans les Contes des Fées de Madame d'Aulnoy à la fin du XVIIe siècle :
« Upon a mushroom's head,
Our table we do spread. »
« Sur une tête de champignon,
nous mettons notre table »
Lorsqu'ils ne servent pas simplement de tables, de lits ou d'ombrelles pour les elfes et les fées, il arrive que les champignons fassent partie intrinsèque du récit. De nombreuses légendes sont ainsi liées au phénomène du mycélium annulaire qui crée des colonies de champignons en formation circulaire dans les sous-bois ou les prés. Appelées « cercles de fées » en anglais ou « ronds de sorcières » en français ou en allemand, ces apparitions étranges qui font l'objet de peur et de respect sont traditionnellement expliquées par des causes surnaturelles.

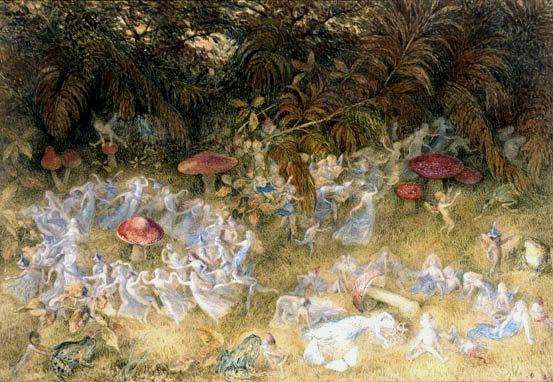
Cercles de fées et champignons, par Richard Doyle, 1875.

Le motif du cercle de fées apparaît à de multiples reprises chez William Shakespeare, qui puise beaucoup de son inspiration dans le folklore populaire. Il est interprété comme la marque des danses nocturnes du petit peuple des créatures fantastiques. Dans Les Joyeuses Commères de Windsor, les sylphes des prairies sont appelés à imiter par leurs danses le « cercle magique et puissant » de l'ordre de la Jarretière. Dans Le Songe d'une nuit d'été, une fée explique qu'elle sert la reine des fées en humectant « les cercles qu’elle trace sur le gazon. » Dans La Tempête, le magicien Prospero invoque les « farfadets qui, aux rayons de la lune, compose[nt] ces herbes amères que la brebis refuse de brouter » et « dont l’occupation consiste à faire éclore à minuit des champignons ». Le champignon est ici la preuve de l'existence de forces sunaturelles, invisibles et nocturnes, dont Prospero veut démontrer la puissance. Cette force magique est encore évoquée dans Macbeth, lorsque la noire Hécate encourage les trois sorcière à entonner autour du chaudron « une ronde comme les elfes et les fées » pour enchanter ce qu'elles y ont mis.
Les associations entre les champignons et fées sont particulièrement présentes dans les îles Britanniques. Elles auraient une origine celtique  et seraient issues de croyances et de pratiques païennes anciennes, et donc de la relégation des divinités pré-chrétiennes (comme les Aes sidhe) au monde des fées. Il est intéressant de noter l'analogie avec les cercles de pierres, qui étaient perçus, en Irlande notamment, comme des reliques érigées du jour au lendemain par des fées, des géants ou par le Diable lui-même. Les ronds de sorcières font cependant partie du folklore de toute l'Europe. En Allemagne, ils sont associés à la danse des sorcières durant la nuit de Walpurgis, à la veille du 1er mai. Même en Inde, l'Agaric champêtre porte le nom vernaculaire de Kullalic-div, le « chapeau de fée ».

### En poésie
Une lettre datée de 1657, non signée mais attribuée à Pierre Corneille, est accompagnée d'une idylle latine et de sa traduction en vers français  intitulée Le Champignon. Le grand dramaturge français, s'il en est bien l'auteur, s'excuse d'avoir manqué à sa promesse et de ne pas pouvoir offrir mieux à son correspondant : « Si vous aviez souhaité autres chose que mon Champignon, je vous l'aurais envoyé, puisqu'il n'y a rien dans mon cabinet dont vous ne puissiez aussi bien disposer que de ma volonté ». Le court poème en dizains octosyllabes narre l'apparition « sans éclat » de ce « faible ennemi de la clarté », qui nait « lorsque la nuit succède au jour » et forme « mille objets funèbres ».
Plante, fruit, mets délicieux

Rare excrément de la nature

Dont le trépas est glorieux

Et dont l 'origine est obscure,

Recueil des plus douces saveurs

Que pour résister aux malheurs

Auxquels ta faiblesse t'oblige

Ton corps blanc, délicat et mol

De l'extrémité de sa tige

Se fait un joli parasol.
— Corneille, Le Champignon, 3e strophe
Certains auteurs questionnent néanmoins cette attribution et désignent plutôt Jean-Pierre Marcassus, historiographe de Louis XIV, comme auteur de la lettre et du poème.

### Dans la fiction

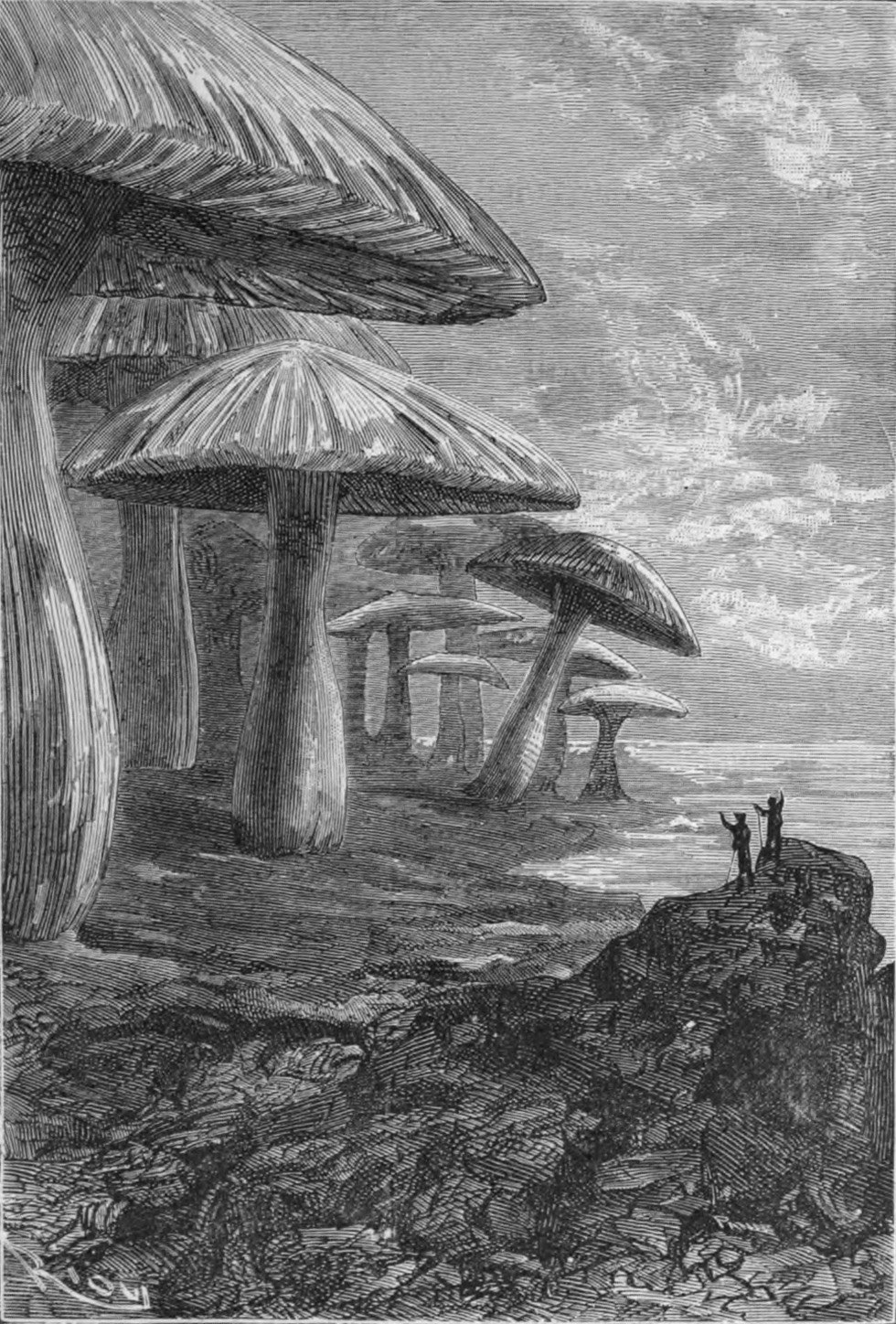
La forêt de champignons du centre de la Terre, illustrée par Édouard Riou pour l'édition originale du roman.

Si la place des champignons dans le théâtre et la poésie reste limitée, leur rôle est bien plus grand dans la fiction, et plonge ses racines dans la tradition populaire. Le motif du champignon est fréquemment utilisé pour signifier l'étrangeté de mondes inconnus. Ainsi, dans Les Aventures du baron de Münchhausen de Rudolf Erich Raspe (1785), les habitants de la Lune ont des boucliers faits de champignons. L'idée d'une fonge lunaire  est également utilisée par H. G. Wells dans  Les Premiers Hommes dans la Lune (1901) pour signifier la bizarrerie de la végétation, et ses héros marchent sur « des fongosités qui [..] se déchir[ent] comme de minces vessies en répandant une sorte de jus visqueux », puis sur « un véritable pavement de champignons ressemblant à des vesses-de-loup ». Ces mêmes vesses-de-loup apparaissent dans Place aux géants (1904) du même auteur, où elles atteignent des tailles gigantesques après l'absorption de la substance élaborée par le Professeur Bensington. Il s'agit là d'un autre motif récurrent associé au champignon : sa rapidité de croissance. Il est exploité par Jules Verne dans le Voyage au centre de la Terre (1864), sous la forme d'une forêt « de champignons blancs, hauts de trente à quarante pieds, avec une calotte d'un diamètre égal », qui s'étend dans les profondeurs du monde souterrain. Bien que les « arbres » de cette forêt fongique ne soient pas sphérique, c'est encore à la Vesse-de-loup géante, le Lycoperdon giganteum décrit par Bulliard, que fait allusion le narrateur pour permettre la comparaison. De même, dans les  aventures de Peter Pan de J. M. Barrie (1904), les champignons du pays de Neverland atteignent des proportions gigantesques, et l'un d'eux sert de siège au Capitaine Crochet lorsqu'il concocte son plan de vengeance.
Si la simple présence de champignons suffit souvent à évoquer l'étrange, voire le surnaturel, il n'est pas étonnant de leur attribuer des propriétés magiques. Dans Les Aventures d'Alice au pays des merveilles de Lewis Carroll (1865), lorsque la chenille annonce à l'héroïne qu'un « côté vous fera grandir, et l’autre vous fera rapetisser », le lecteur comprend immédiatement qu'il s'agit du champignon sur lequel elle fumait le houka au début de la scène. Les effets contradictoires que peuvent entraîner sa consommation et qui seront expérimentés par Alice sont également un reflet de la double nature bien connue des champignons, à la fois bénéfique (nourriture, médicament) et maléfique (poison). Dans les fictions modernes, l'imagerie du champignon prend une nouvelle envergure avec une approche cherchant plus à susciter la peur plutôt que le merveilleux ou l'étrange. La meilleure illustration de cette thématique s'exprime le jeu vidéo The Last of Us et son adaptation, où le champignon cordyceps évolue afin de pouvoir contaminer les humains, transformant ceux-ci en zombie hautement agressifs.

## Champignons dans la bande dessinée

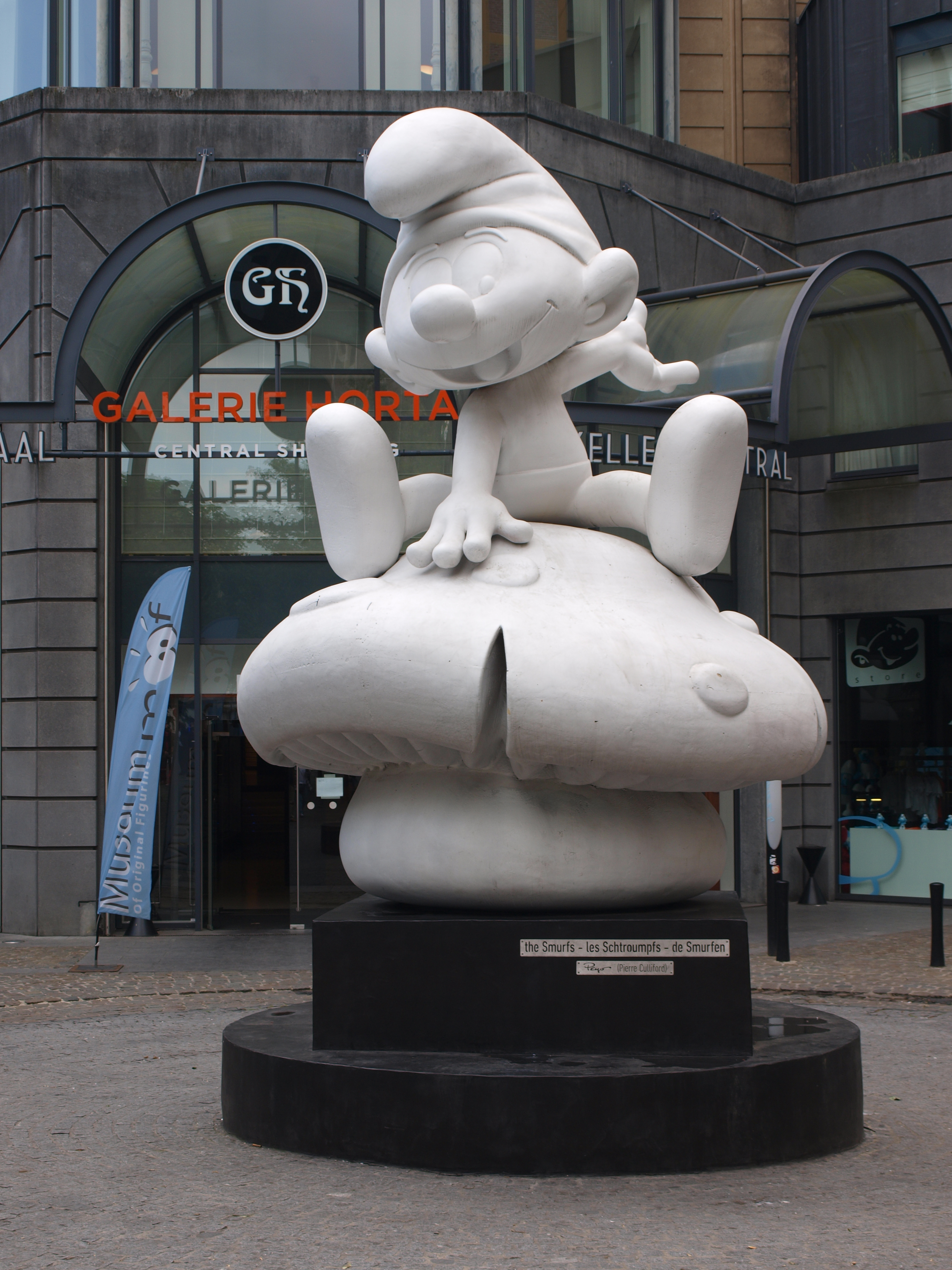
La statue haute de 3.80 m représentant un schtroumpf sur un champignon à l'entrée de la galerie Horta dans la gare Centrale à Bruxelles, inaugurée à l'occasion du vingtième anniversaire de la mort de Peyo,.

Les champignons sont spécialement représentés dans la bande dessinée belge du XXe siècle.
- L'Étoile mystérieuse par Hergé, 1942 ;
- Le Dictateur et le Champignon par André Franquin, 1953 ;

Dans la série des Schtroumpfs de Peyo (1958-1992), les champignons servent de logis à ces créatures minuscules et mystérieuses qui peuplent les forêts, réactivant ainsi l'imaginaire féérique shakespearien.

## Champignons au cinéma
- Le Champignon, film franco-italien de 1970 réalisé par Marc Simenon ;
- Le Champignon des Carpathes, film français de 1990 réalisé par Jean-Claude Biette ;

### Arts
- (en) John A. Rush, The mushroom in christian art : the identity of Jesus in the development of christianity, North Atlantic Books, 2018, 400 p. (ISBN 978-1-62317-400-2 et 1-62317-400-7, OCLC 1076414404, lire en ligne).
- (en) Regine Rapp, « On mycohuman performances: fungi in current artistic research », Fungal Biology and Biotechnology, vol. 6, no 1,‎ décembre 2019, p. 22 (ISSN 2054-3085, PMID 31827811, PMCID PMC6892145, DOI 10.1186/s40694-019-0085-6, lire en ligne, consulté le 21 mai 2020).
- (en) Corrado Nai et Vera Meyer, « The beauty and the morbid: fungi as source of inspiration in contemporary art », Fungal Biology and Biotechnology, vol. 3, no 1,‎ décembre 2016, p. 10, s40694–016–0028-4 (ISSN 2054-3085, DOI 10.1186/s40694-016-0028-4, lire en ligne, consulté le 21 mai 2020).
- (en) Sveta Yamin-Pasternak, « Ethnomycology: Fungi and Mushrooms in Cultural Entanglements », dans E. N. Anderson, D. Pearsall, E. Hunn & N. Turner, Ethnobiology, John Wiley & Sons, Inc., 7 juillet 2011, 213–230 p. (ISBN 978-1-118-01587-2, DOI 10.1002/9781118015872.ch13, lire en ligne).
- (en) North American Mycological Association (NAMA), « Registry of Mushrooms in Works of Art », sur Namyco.org, 2020 (consulté le 1er juin 2020).

### Littérature
- Elaine Després, chap. 21 « Les champignons dans la littérature », dans Jean Després (dir.), L'univers des champignons, Les Presses de l'Université de Montréal, 2012, 377 p. (ISBN 978-2-7606-2794-9 et 2-7606-2794-2, OCLC 892341082, lire en ligne).
- (en) Frank Dugan, Fungi in the ancient world : how mushrooms, mildews, molds, and yeast shaped the early civilizations of Europe, the Mediterranean, and the Near East, Saint Paul (Minnesota), APS Press, 2008, 140 p. (ISBN 978-0-89054-361-0 et 0-89054-361-5, OCLC 193173263, lire en ligne).
- (en) Frank Dugan, « Fungi, folkways and fairy tales: mushrooms & mildews in stories, remedies & rituals, from Oberon to the Internet », North American Fungi,‎ 2008, p. 23–72 (DOI 10.2509/naf2008.003.0074, lire en ligne, consulté le 1er juin 2020).
- (en) Robert Thatcher Rolfe et F. W. Rolfe, The Romance of the Fungus World : An Account of Fungus Life in its numerous guises, both real and legendary, Chapman & Hall. Limited, 1925, 309 p..